# ISO 19119
Lo standard ISO19119 - Servizi fa parte degli standard prodotti da ISO/TC211 e tratta l'identificazione e definizione dei modelli dell'architettura per le interfacce dei servizi utilizzate per le informazioni geografiche, e la definizione delle relazioni con il modello ambiente di sistemi aperti (Open Systems Environment). Lo standard presenta una tassonomia di servizi geografici e, al suo interno, contiene una lista esemplificativa di tali servizi. Essa prescrive come realizzare una specifica di servizi neutrale rispetto alla piattaforma implementativa e come derivarne specifiche di determinati servizi compatibili con la piattaforma. Lo standard fornisce, inoltre, linee guida per la scelta e la specifica di servizi geografici, sia da un punto di vista neutrale rispetto alla piattaforma, sia dal punto di vista specifico alla piattaforma stessa.
La norma italiana UNI-EN-ISO19119 è la versione ufficiale in lingua inglese della norma europea EN ISO 19119 (edizione giugno 2006).